# Росалес, Маурисио
Пабло Маурисио Росалес (исп. Pablo Mauricio Rosales; родился 10 марта 1992 года, Ла-Плата) — аргентинский футболист, защитник клуба «Браун» (Адроге).

## Биография
Росалес — воспитанник клуба «Эстудиантес» из своего родного города. В 2012 году он был включён в заявку основной команды. 24 июля 2013 года в поединке Кубка Аргентины против «Кильмеса» Маурисио дебютировал за основной состав. 4 ноября в матче против «Ривер Плейт» он дебютировал в аргентинской Примере. Летом 2016 года в поисках игровой практики Росалес на правах аренды перешёл в «Атлетико Тукуман». 28 августа в матче против «Атлетико Рафаэла» он дебютировал за новый клуб. В следующем сезоне Росалес также на правах аренды играл за «Олимпо» из Байя-Бланки.